# Tschub

Swjatoslaw I. mit wehendem Tschub (Monument von Vyacheslav Klykov, nahe Belgorod, Russland; 2005)

Der Tschub (ukrainisch чуб/tschub ‚Stirnlocke‘; ukrainisch чуприна Tschupryna (auch Chupryna) ‚Haarschopf‘; ukrainisch оселедець Oseledets (auch Oseledec) ‚Hering‘; russisch хохо́л ‚Haarschopf‘ und polnisch chachoł, transkribiert chochol) ist die traditionelle Haartracht der ukrainischen Kosaken: Eine Haarsträhne, Locke oder ein Haarschopf befindet sich mittig oder nahe der Stirn oder auch seitlich auf einem sonst kahlrasierten Kopf.
Als stereotypes Merkmal wurde die Bezeichnung Chochol zu einer im Russischen und Polnischen abfälligen Benennung (Ethnophaulismus) für Ukrainer und Kleinrussen.

## Benennung, Verwendung, Etymologie

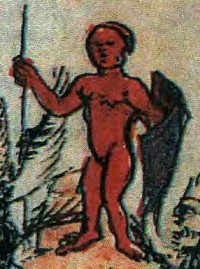
Figur mit Tschub in der Radziwiłł-Chronik (13. Jh.)

Die traditionelle Haartracht der ukrainischen Kosaken – eine Haarsträhne, Locke oder ein Haarschopf mittig oder nahe der Stirn oder auch seitlich auf einem sonst kahlrasierten Kopf – hat mehrere Bezeichnungen in verschiedenen Sprachen:
- Ukrainisch чуб/tschub[2][3] „Stirnlocke“[4][5] ist eine in der Landessprache verwendete neutrale Bezeichnung.
- Ukrainisch чуприна chupryna[6] ‚Haarschopf‘ ist eine weitere landessprachliche Bezeichnung, die im Deutschen aber, auch transkribiert als Tschupryna[7], selten oder ungebräuchlich ist.
- Ukrainisch оселедець oseledets, „Hering“ (auch oseledec)[8], ist ebenfalls im Deutschen selten oder ungebräuchlich.
- Chochol (deutsche Schreibung von russisch хохо́л „Haarschopf“[9] und polnisch chachoł) kann neutral verwendet werden, wurde aber auch als stereotypes Merkmal der Kosaken – pars pro toto – im Russischen[10] und Polnischen zu einer abfälligen Benennung (Ethnophaulismus) für Ukrainer und Kleinrussen.[11][12][13]

Das ukrainische Wort чуб (tschub) hat linguistisch genetische Verwandtschaft mit dem gotischen skuft und dem germanischen Schopf. Im Schweizerischen bezeichnet Tschogg oder Tschuber neben dem Federbusch eines Vogels auch „das Haar oben auf dem Kopfe eines Menschen“ zudem gibt es den berndeutschen Ausdruck tschupe, was entsprechend italienisch ciuffare „beim Schopf packen/an den Haaren ziehen“ bedeutet; scuffia bedeutet im Italienischen „Haube“ und ciuffo „Schopf“.

## Geschichte

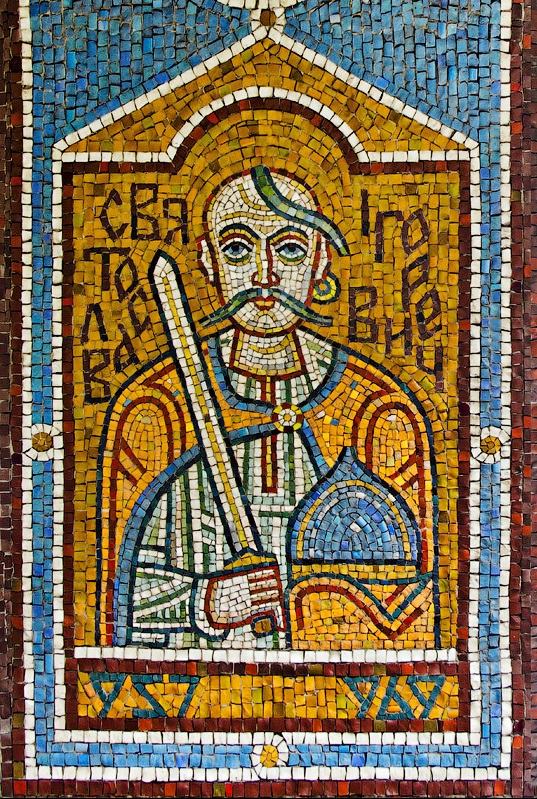
Swjatoslaw I. (Mosaik in einer Metro-Station in Kiew)

Diese für die Kosaken typische Haarsträhne auf kahlem Schädel wird auf eine Tradition des Clans von Großfürst Swjatoslaw I. Igorewitsch (altrussisch Свѧтославъ Игоревичь; 942–972 n. Chr.) zurückgeführt, dessen Adelige sich mit dieser Haartracht kenntlich machten.
Georgi Wladimirowitsch Wernadski zitiert und übersetzt die Beschreibung von Swjatoslaw I. durch Leo Diaconus aus dem Jahr 971:
„Seine Erscheinung war folgendermaßen: Er war von mittlerer Größe - weder zu groß noch zu klein. Er hatte buschige Augenbrauen, blaue Augen und eine Stupsnase. Er war rasiert, trug aber einen langen, buschigen Schnurrbart. Sein Kopf war kahl rasiert bis auf eine Haarlocke auf einer Seite als Zeichen des Adels seines Clans.“

Wernadski ergänzt: „Dieses Bild von Swjatoslaw I. ist den Bildern von Kosaken-Hetmanen des 16. und 17. Jahrhunderts sehr ähnlich, sogar einschließlich der oseledets genannten Haarlocke auf dem rasierten Kopf.“

## Wahrnehmung und Darstellung
Die Wahrnehmung des Tschub und die Darstellung eines Kosaken mit Tschub ist im Selbstverständnis der Ukrainer ein Symbol für Freiheit und Stärke.
Der ukrainische Dichter Stepan Rudanskyj (Степан Васильович Руданський; 1834–1873) gibt in den ersten beiden Strophen seines Gedichts Чуприна Chupryna eine verklärte Erläuterung für die Funktion dieser Haarsträhne aus Sicht der Kosaken.
| Чуприна | Haarschopf (Übersetzung) |
| --- | --- |
| Питалися козака: «Що то за причина, Що в вас гола голова, А зверху чуприна?» «А причина то така: Як на війні згину - Мене ангел понесе В небо за чуприну». | Der Kosake wird gefragt: «Was ist der Grund für deinen nackten Kopf mit dem Haarschopf darauf?» «Und das ist der Grund: Wenn ich im Krieg sterbe, wird mich ein Engel erheben an diesem Schopf und in den Himmel tragen.» |

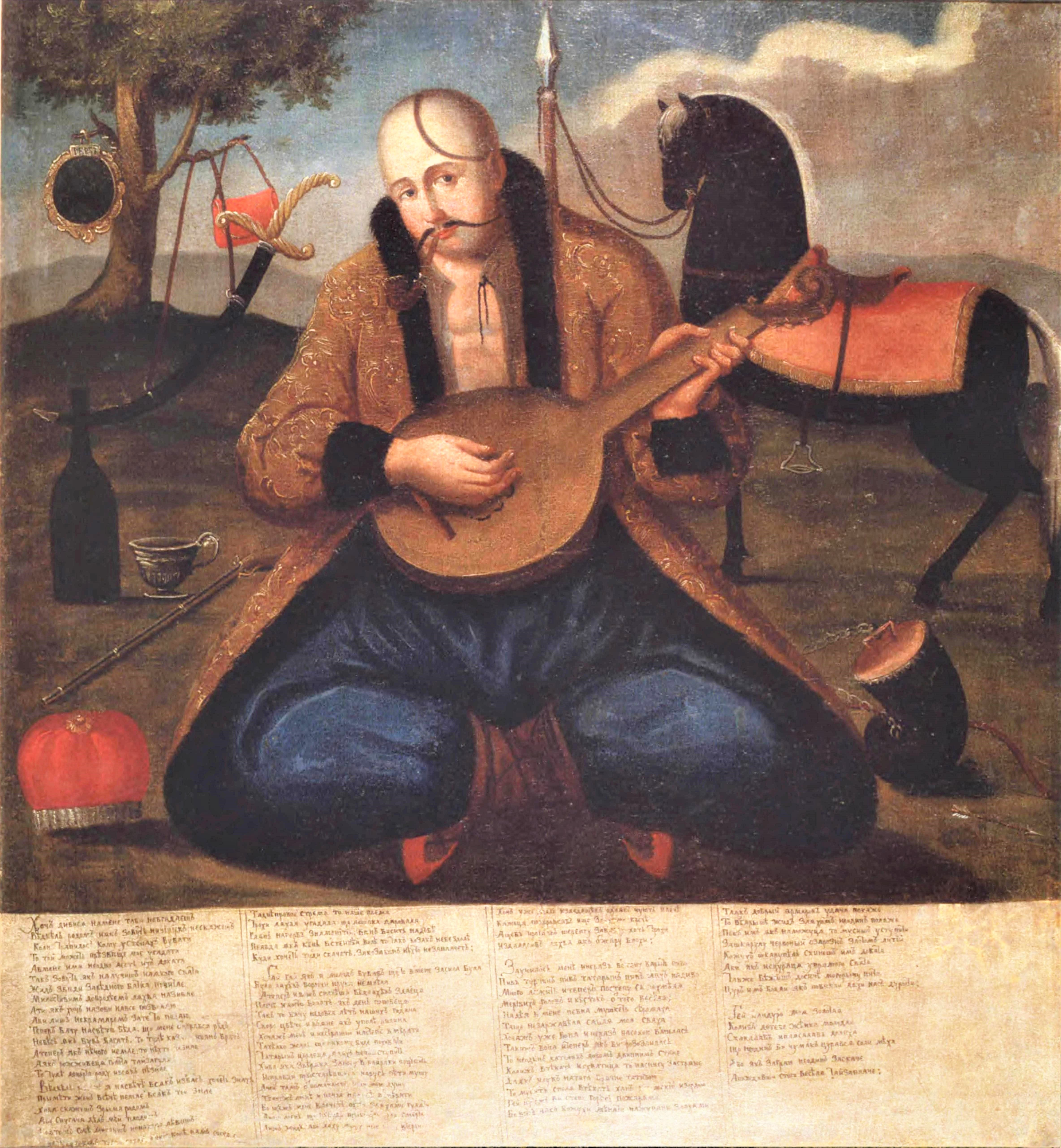
Kosak Mamaj

Der Kosak Mamaj, die idealisierte Darstellung eines Freiheit liebenden Kosaken, ist eine allegorische Figur und ein nationales Symbol der Ukraine, das die ihr im Selbstverständnis zugesprochenen Eigenarten verkörpert. Als dieses symbolische Inbild wurde er besonders nach der Auflösung der Saporoger Sitsch im Jahr 1775 sehr beliebt und ist auch heute eine der häufigsten Darstellungen in der ukrainischen Volksmalerei.
Obwohl Mamaj der Legende nach bereits im Jahr 509 geboren wurde – mehr als 400 Jahre vor Großfürst Swjatoslaw I., für den der Tschub durch einen Zeitgenossen schriftlich belegt ist – wird Mamaj in Gemälden vom späten 17. Jahrhundert bis in die Gegenwart meist mit Tschub dargestellt.

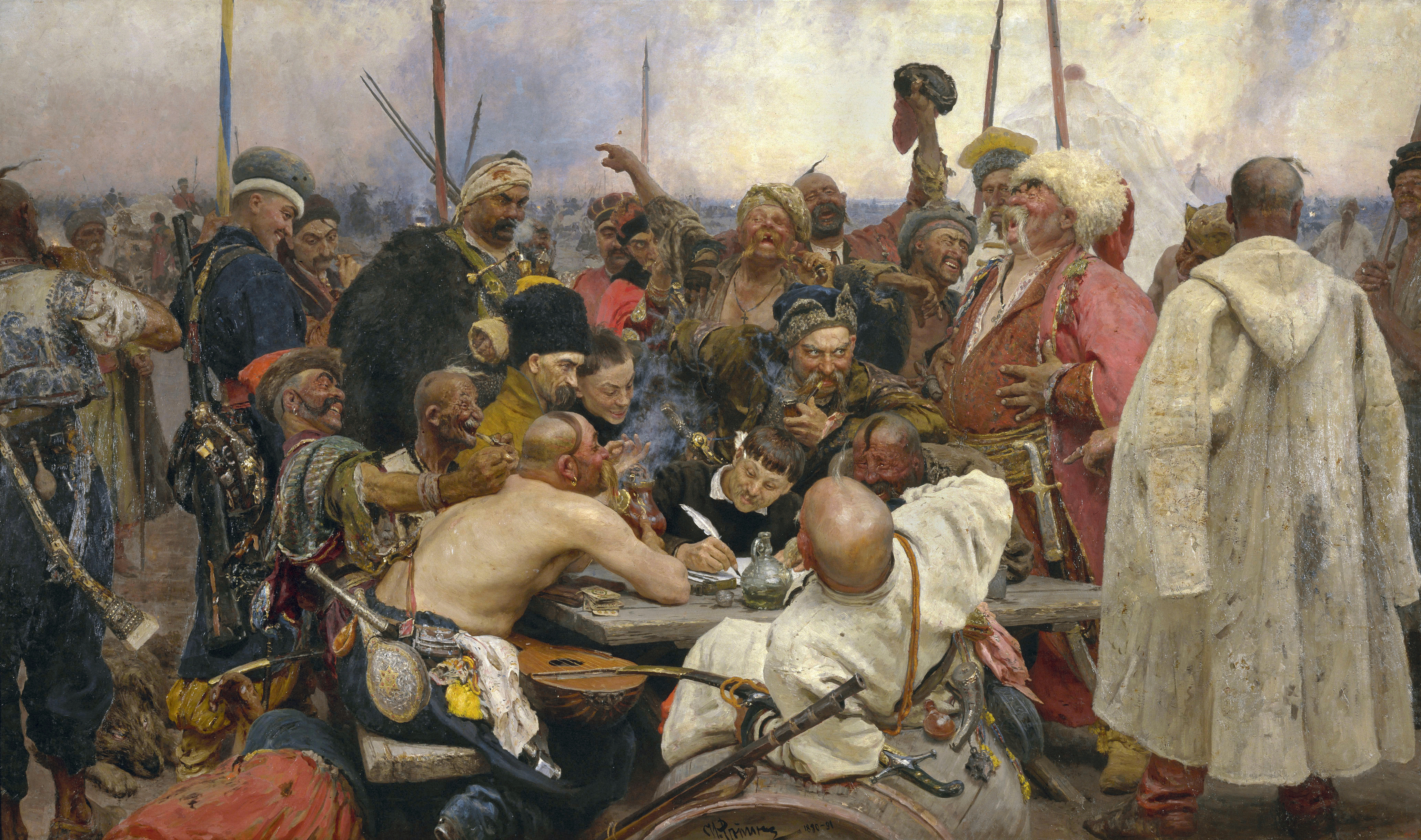
Die Saporoger Kosaken schreiben dem türkischen Sultan einen Brief (Gemälde von Ilja Jefimowitsch Repin, zwischen 1880 und 1891)

Im Gemälde Die Saporoger Kosaken schreiben dem türkischen Sultan einen Brief hat der Maler Ilja Repin viele seiner mutigen, derb-humorigen kosakischen Protagonisten mit Tschub dargestellt.

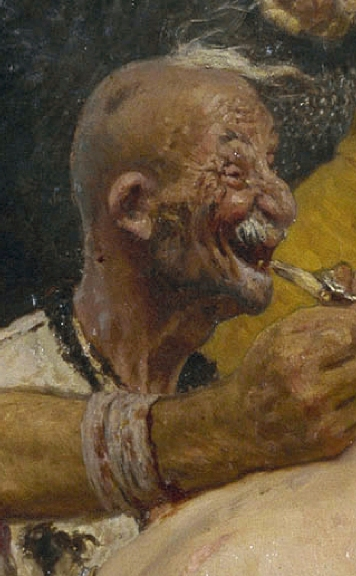
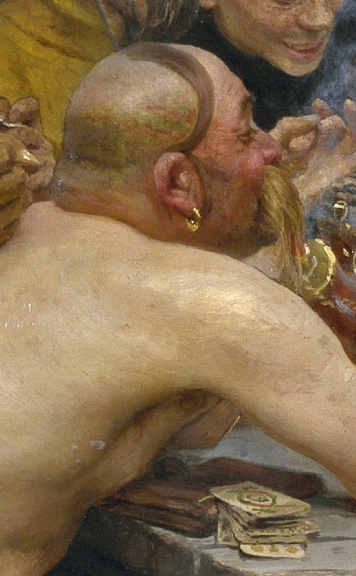
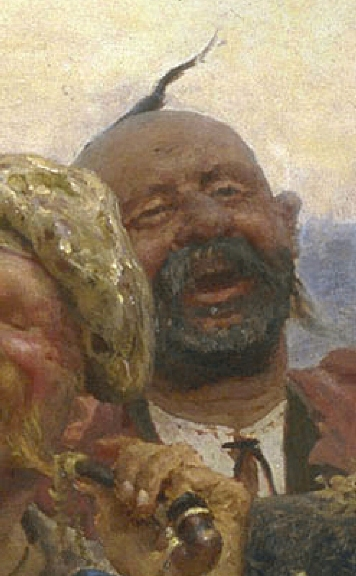
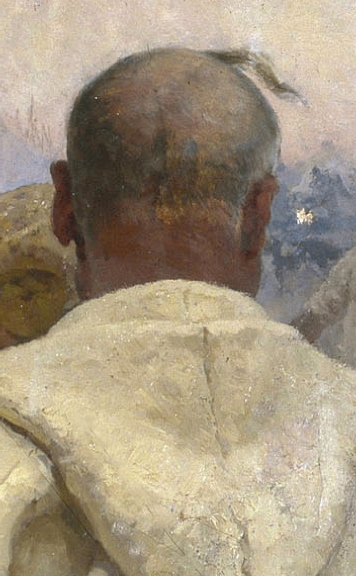

Der Fußballverein Metalurh Saporischschja in der Hauptstadt der Oblast Saporischschja in der südlichen Ukraine hat sich den „Saporoger Kosaken“ – deutlich erkennbar an seiner Kleidung, dem mächtigen Schnurrbart und dem Tschub auf kahlem Kopf – als Maskottchen zur Unterhaltung der Zuschauer ausgewählt.
In dem tragikomischen Musikfilm Propala Hramota (ukrainisch Пропала Грамота, Der verlorene Brief, Sowjetunion 1972), der auf einer Novelle von Nikolai Gogol basiert, werden einige der Kosaken mit Tschub dargestellt.
Es gibt mehrere ukrainische Familiennamen, die von Чуб/Chub/Tschub oder Чуприна/Chupryna/Tschupryna und ihren Varianten abgeleitet sind. Bei Gogol gibt es die literarische Figur Kosak Tschub, den Typus eines reichen Kosaken, der diesen Namen führt.

## Ähnliche Haartrachten in anderen Kulturen

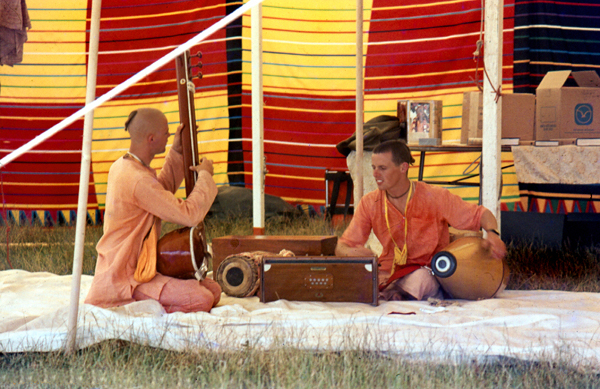
Hare-Krishna-Anhänger mit Sikha (links)

Die Sikha (Sanskrit शिखा śikhā ‚Haarschopf‘; Hindi चोटी choTi; Marathi शेंडी shendi) ist ein Haarbüschel oder eine Locke am Hinterkopf bei den männlichen Mitgliedern des orthodoxen Hinduismus.
Perçem (پرچم) transkribiert Pertschem, oder auch Pesch, ist im Kulturkreis des Osmanischen Reiches eine Stirnlocke oder Haarbüschel auf glatt rasiertem Kopf.

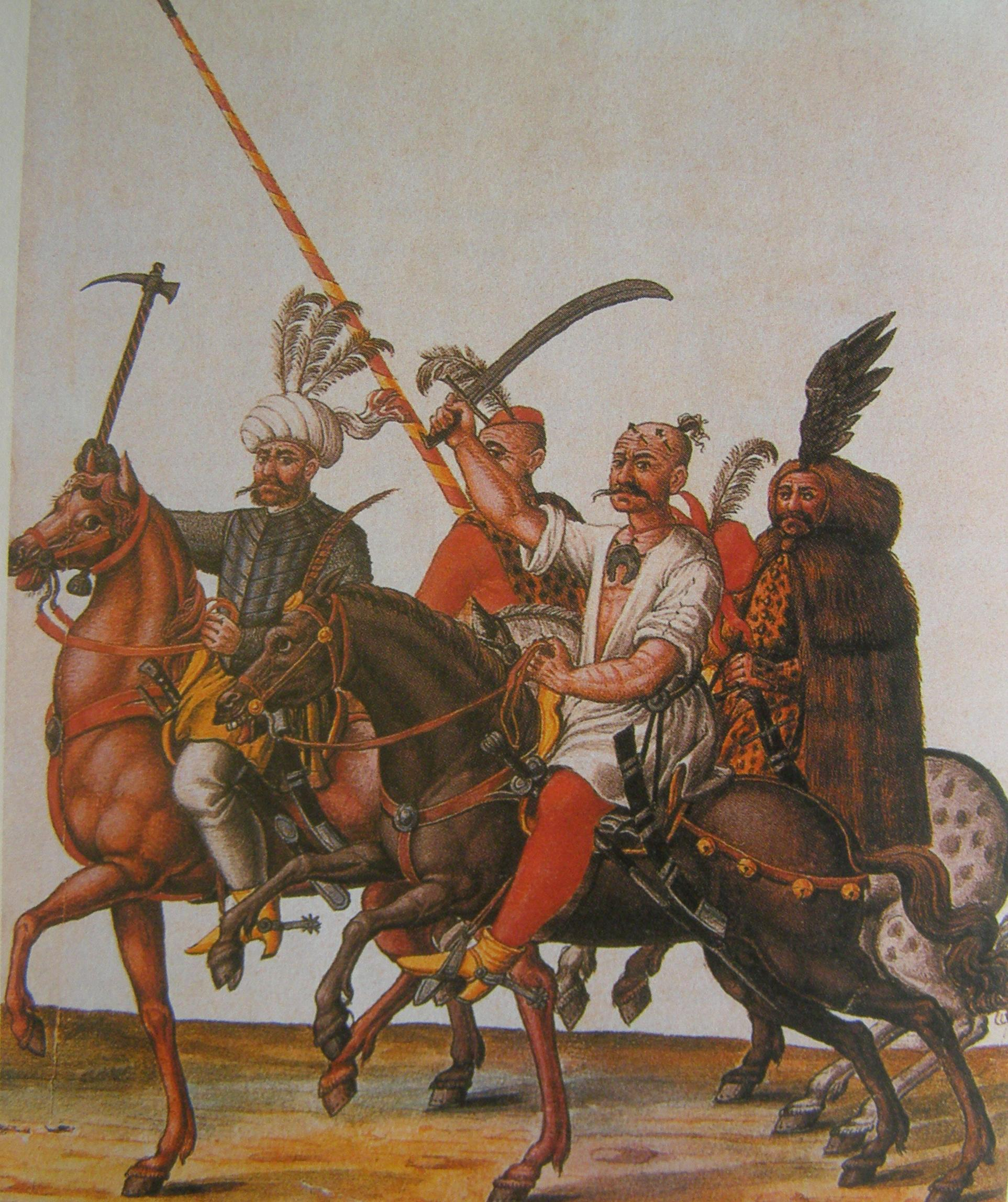
Osmanen zu Pferde (1568)
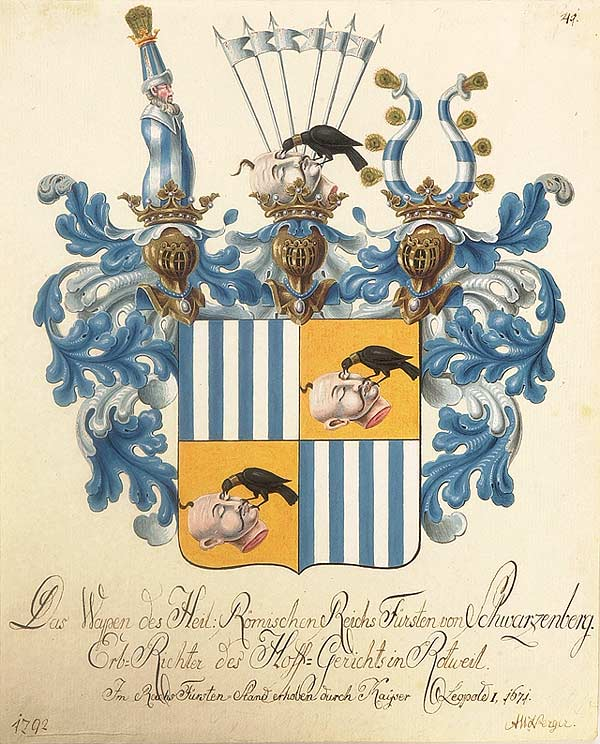
Wappen der Fürsten von Schwarzenberg (1792)
Detail des Wappens der ungarischen Stadt Komádi

In der mohammedanischen Tradition, beispielsweise bei der Leichenbestattung in der Türkei, spielt diese Art der Frisur eine ähnliche Rolle wie der Tschub bei den Kosaken:
„Alsdann wird der Körper in einen an beiden Enden offenen Leinwandsack genäht und in den Sarg gelegt, nachdem vorher der Kopf bis auf einen Büschel Haare am Scheitel glatt rasiert war. Früher thaten die Türken dieß letztere schon bei Lebzeiten, jetzt geschieht dies jedoch nur noch von den Orthodoxen. ... ; dann kommen die beiden Engel, ergreifen den Todten bei dem Haarbüschel, ziehen ihn aus dem Sacke, setzen ihn zwischen sich und fragen ihn ...“
Ähnliche Frisuren wurden von Reisenden im 18. Jahrhundert auch bei Persern und Kurden dokumentiert.
Weitere Beispiele finden sich in Asien und Afrika.